# ケーラーの薬用植物

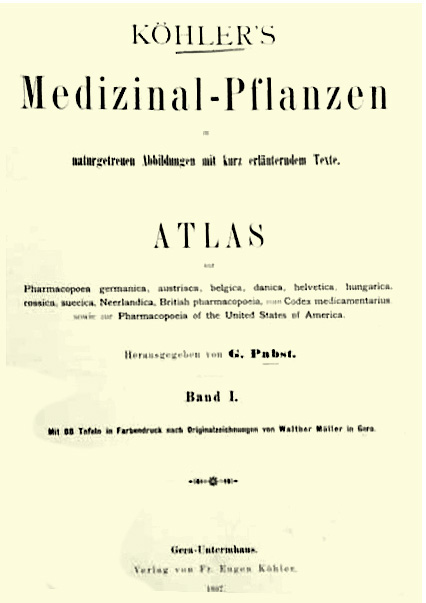
表紙の画像

ケーラーの『薬用植物』（ Köhler's Medizinal-Pflanzen、フルタイトルは『ケーラーの薬用植物、写実図版と解説付、ドイツ、オーストリア、ハンガリー、スイス、デンマーク、ベルギー、ロシア、スウェーデン、オランダ、イギリス、アメリカ合衆国の薬局方向け』、"Köhler's Medizinal-Pflanzen in naturgetreuen Abbildungen mit kurz erläuterndem Texte. Atlas zur Pharmacopoea germanica, austriaca, belgica, danica, helvetica, hungarica, rossica, suecica, Neerlandica, British pharmacopoeia, zum Codex medicamentarius, sowie zur Pharmacopoeia of the United States of America".）は19世紀後半で最も、人気のあった薬用植物に関する手引書である。
全3巻の書籍で、400の薬用植物について、図版と説明が含まれている。植物学と植物の医学的効果についての詳細な情報を含む論文が付属している。種の特徴を捉えた高い品質の図版と説明があり、現在も図版は、植物の説明に用いられることがある。

## 成立の経緯
元になったのは、ヘルマン・ケーラー（Hermann Köhler）の著作で、ケーラーの死後、グスタフ・パブスト（Gustav Pabst）が編集し、ヴァルター·ミュラー（Walther Müller）とC.F.シュミット、K. ギュンターによって多色石版の図版が製作された。1883年から1914年の間に、出版業者、ツランツ・オイゲン・ケーラー（Franz Eugen Köhle）によってゲーラで出版された。最初の完全な版は1887年に発売されている。出版社は全4巻が出版すると予告したが、3巻で終わった。

## 『薬用植物』の図版

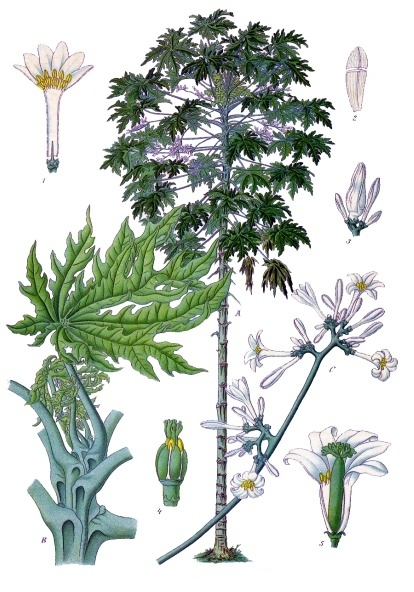
Carica papaya L.
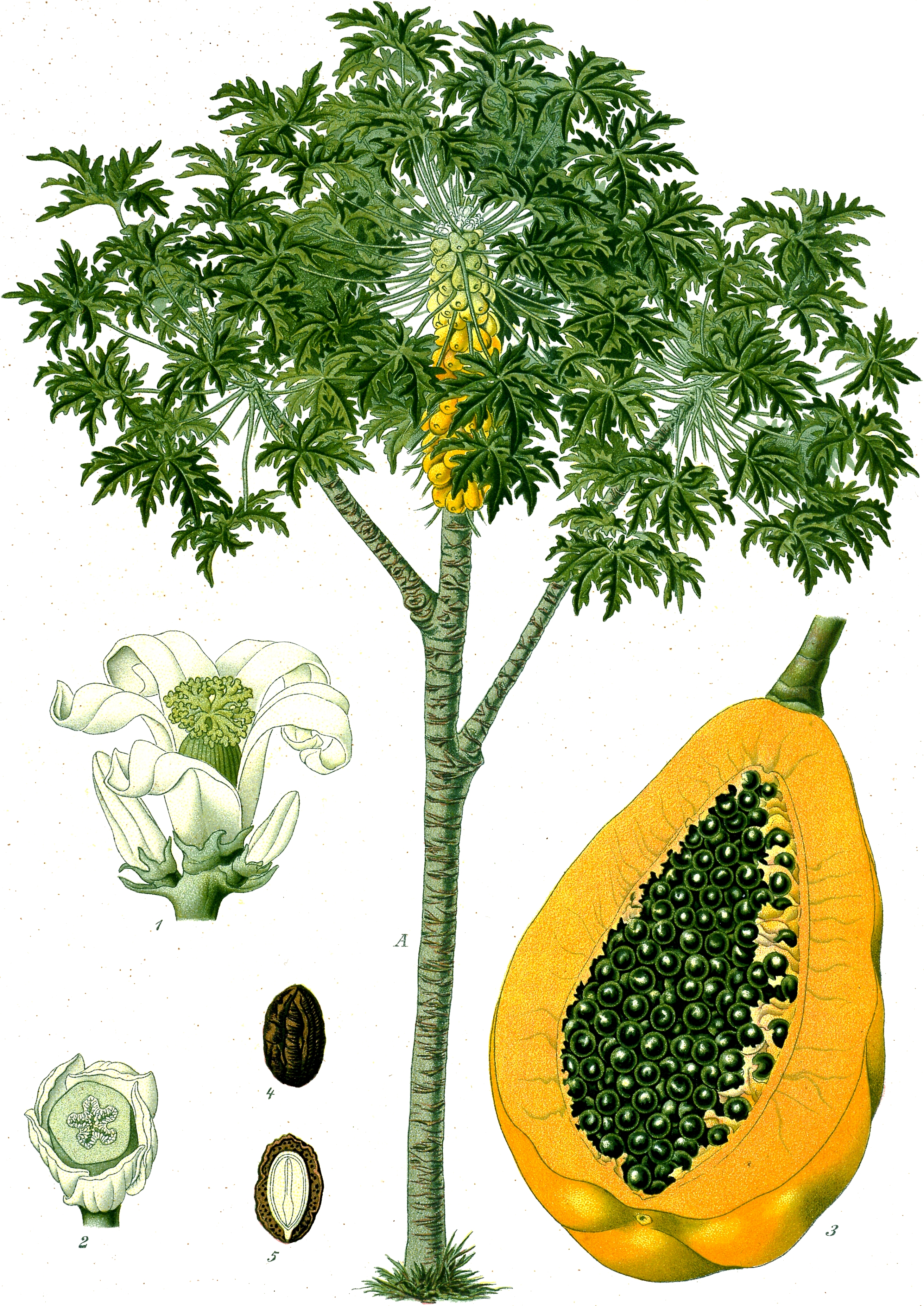
Carica papaya L.
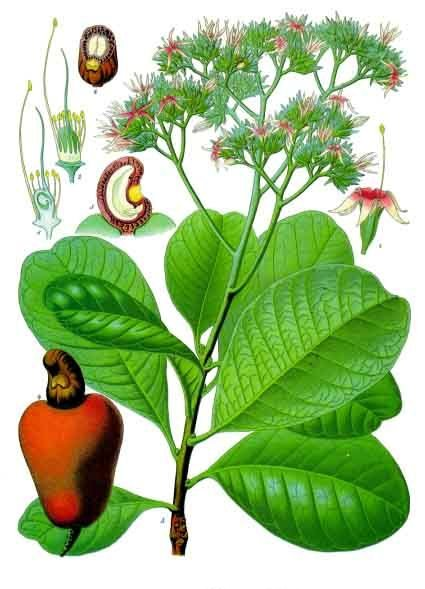
Anacardium occidentaleL.